# El príncipe feliz
El príncipe feliz (título original: The Happy Prince) es un cuento de hadas escrito por el poeta, escritor y dramaturgo irlandés Oscar Wilde. Fue publicado por primera vez en 1888 en El príncipe feliz y otros cuentos.
Fue escrito dos años después de haber nacido el último hijo del autor, Vyvyan Holland.
El cuento es una obra educativa moralista, la cual intenta transmitir un mensaje de valores y principios éticos en niños y adultos.

## Trama del cuento
El protagonista de la historia es la estatua dorada de un príncipe llena de valiosos adornos, que se encuentra en lo alto de una columna desde donde puede ver toda la población; y una golondrina, que ha retrasado su migración a Egipto por haberse enamorado de un junco. La golondrina se posa sobre la estatua y ve que el príncipe está llorando a causa de las injusticias que puede observar desde su posición, pues cuando vivía siempre le hicieron creer que todo el mundo era feliz y le habían ocultado que también había gente que tenía problemas, y ahora desde allí arriba podía ver la triste realidad, que es confirmada por la golondrina de la cual se hace gran amigo día a diaz, y se convierte en su ayudante en su misión de mejorar la vida de los más desfavorecidos.
Entonces le pide a la golondrina que arranque y entregue a los más necesitados las joyas que le adornan. El ave lo empieza a hacer y al final se queda con el príncipe ayudándolo, distribuyendo las joyas hasta que al final la estatua queda completamente desprovista del oro y adornos. Pero el invierno recrudece y la golondrina, a causa del frío, muere besando al príncipe en los labios. Al ver esto, el corazón de la estatua se rompe. Al poco tiempo, el alcalde de la ciudad observó el estado deteriorado de la estatua, y da orden de que sea retirada y fundida. Sin embargo, el corazón del príncipe no se funde en el horno, y lo arrojan al vertedero de basuras, donde descansa también el cadáver de la golondrina. 
Dios le pide entonces a uno de sus ángeles que baje a la ciudad y le lleve las dos cosas más hermosas que pueda encontrar. Así lo hace el ángel y escoge, de entre todas las cosas, el corazón roto del príncipe y la golondrina muerta.